# Frederik Fleig

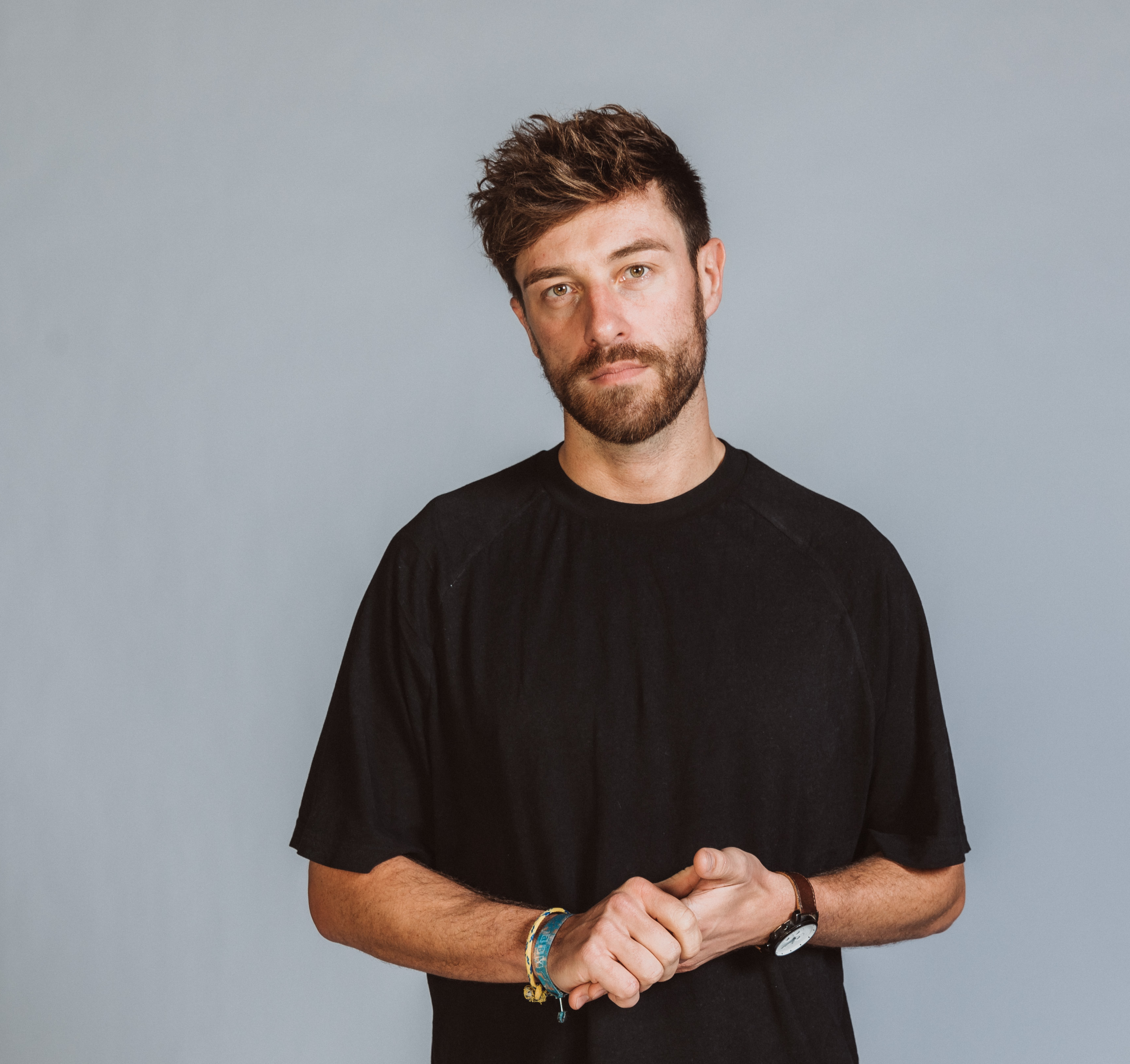
Frederik Fleig (2021)

Frederik Fleig ist ein deutscher Journalist, Reporter und Moderator. Er steht unter anderem für das öffentlich-rechtliche Format Y-Kollektiv vor der Kamera, ist Host des ZDF Formats "plan b" und außerdem Moderator und Gastgeber der SWR-Sendung Ausgesprochen Geil. Zudem ist er im Radio zu hören unter anderem beim Radiosender 1 Live und NDR Info.

## Leben
Fleig studierte Journalismus. Er arbeitete während dieser Zeit in verschiedenen Redaktionen und moderierte beim Hochschulradio Kölncampus.
Im Jahr 2017 begann er freiberuflich als Reporter für den Radiosender 1 Live. Neben seinen Auftritten als Reporter im Tagesprogramm von 1LIVE produziert er Hörfunk- und Video-Beiträge für verschiedene Medien, vorwiegend innerhalb des WDR.
Für seine Reportage Fake-Influencer: Viel Geld verdienen mit gefakten Likes? wurde er im Jahr 2018 in der Kategorie Beste Reportage für den Deutschen Radiopreis nominiert. Der Beitrag entsprang einer Kooperation von 1 Live mit dem YouTube-Format reporter vom Online-Medienformat Funk (Medienangebot) und erreichte knapp eine Million Aufrufe bei YouTube.
Im Jahr 2019 wurde er erneut für den Deutschen Radiopreis nominiert, diesmal für sein Mitwirken als Reporter bei der 1-LIVE-Programmaktion Die dunkle Seite – Mobbing.
Ebenfalls im Jahr 2019 reiste Fleig für eine Reportage nach Äthiopien. Getarnt als Investor erhielt er Zutritt zu den großen Produktionsstätten der boomenden Textilindustrie in Äthiopien und berichtete darüber in deutschen Medien.
Seit 2020 arbeitet er als Host/Reporter für den öffentlich-rechtlichen YouTube-Kanal Y-Kollektiv. Im Juni 2020 veröffentlichte Fleig dort seine erste Videodokumentation. Der Titel seiner Reportage lautet „Illegale Raves in Leipzig - Party trotz Abstandsregeln?“ und erreichte über 800.000 Aufrufe bei YouTube.
2021 veröffentlichte er seine zweite Reportage für das Y-Kollektiv. Der Film mit Titel „Secondhand Boom bei Zalando und About You: Nachhaltig oder smartes Business?“ erreichte circa 450.000 Aufrufe bei YouTube. Ebenfalls im Jahr 2021 wurde der neue WDR-Instagram-Kanal klima.neutral ins Leben gerufen. Fleig war an der Konzeption und dem Launch des Kanals beteiligt und stand für den Kanal 2021 und 2022 als einer von vier (später fünf) Hosts vor der Kamera und widmet sich journalistisch Themen rund um die weltweite Klimakrise.
2022 reiste Fleig für sechs Wochen allein nach Kambodscha und recherchierte vor Ort zu pädokriminellem Sextourismus. Das Ergebnis seiner Recherche waren ein Film und eine Podcast Folge für das Y-Kollektiv. Die Reportage mit dem Titel Pädokrimineller Sextourismus in Kambodscha - „Sie denken, sie können unsere Kinder für Sex kaufen.“ erreichte über 3,8 Millionen Aufrufe bei YouTube und gehört damit zu den fünf meistgeklickten Filmen seit Start des Formats. Vor Ort wurde Fleig zusätzlich durch ein journalistisches Recherche-Stipendium der Heinz-Kühn-Stiftung gefördert und recherchierte im Zuge dessen auch zur Abholzung der Wälder in Kambodscha.
Ebenfalls seit 2022 ist er Moderator und Gastgeber des SWR-Formats „Ausgesprochen Geil“. Alle zwei Wochen begrüßt Fleig in einer neuen Folge einen Gast und spricht über Männerthemen, die tabuisiert oder schambehaftet sind. Der Fokus liegt auf Sexualität und Männergesundheit. Zu sehen sind die Inhalte auf YouTube und TikTok.
Mit Beginn des Jahres 2023 gehört Fleig zum Moderations-Team von NDR Info und ist mehrmals im Monat in der ARD-Infonacht zu hören. 
Seit dem Frühjahr 2024 steht Fleig als Host für das ZDF Format "plan b" vor der Kamera. Anlässlich der Europawahl moderierte er ein Europa Spezial des Formats mit dem Titel "Da geht was, Europa". Darin ging er quer durch Europa auf die Suche nach Visionärinnen und Visionären, deren Ideen die EU zu einem besseren Ort machen.
Im Jahr 2024 wurde Fleig zum dritten Mal für den Deutschen Radiopreis nominiert und gewann diesen diesmal auch. Er erhielt den Preis für seine Mitarbeit am WDR-Podcast "CUT - Das Silvester, das uns verfolgt". Darin hat ein Team von Reportern die weitreichenden Folgen der Kölner Silvesternacht 2015 aufgearbeitet und deren Auswirkungen bis heute untersucht.
Seine weiteren journalistischen Projekte veröffentlichte er bei 1 Live, Y-Kollektiv, WDR 2, WDR 5, COSMO (Radiosender), KiRaKa, Deutschlandfunk Nova, Deutsche Welle, Quarks und Co, You FM, Special Broadcasting Service und Focus Online.

## Ehrungen und Auszeichnungen
- 2018: Nominiert für den Deutschen Radiopreis – Beste Reportage
- 2019: Nominiert für den Deutschen Radiopreis – Beste Programmaktion
- 2020/2022: Stipendiant der Heinz-Kühn-Stiftung für junge Journalisten[24]
- 2023 2. Platz beim Wettbewerb Deutscher Wirtschaftsfilmpreis des Bundesministeriums für Wirtschaft und Klimaschutz in der Kategorie Wirtschaftsfilme für den Beitrag „ChatGPT-Experiment: Das passiert, wenn die KI übernimmt“.[25]
- 2024: Gewinn Deutscher Radiopreis – Beste Reportage[26]